# Exophyla poliotis
Exophyla poliotis är en fjärilsart som beskrevs av George Francis Hampson 1902. Exophyla poliotis ingår i släktet Exophyla och familjen nattflyn. Inga underarter finns listade i Catalogue of Life.